# Hallie Kate Eisenberg
Hallie Kate Eisenberg (født 2. august 1992) er en amerikansk skuespiller. 

## Biografi

### Opvækst
Eisenberg blev født i East Brunswick Township, New Jersey som datter af Barry og Amy Eisenberg. Hun har en ældre søster, Kerri og en ældre bror, Jesse, som også er skuespiller. Hun gik på Robert Frost Elementary School, Hammarskjold (mellem skole), Churchill (Junior High) og East Brunswick High School.
Eisenberg blev først kendt i de sene 1990'ere og tidlige 2000'er for hendes gentagne rolle i flere Pepsi-reklamer, hvilket gjorde at hun blandt de andre elever på hendes skole blev kendt som "Pepsi-pigen". Hun fik sin film-debut i børnefilmen fra 1998 Paulie, hvor hun spillede ejeren af papegøjen med titelnavnet. Efter at optrådt i nogle få tv-film, havde hun biroller i The Insider og Robotmennesket. 
I 2000 spillede Eisenberg overfor Minnie Driver i filmen Beautiful, som generelt kun modtog negative anmeldelser. Hun spillede også Helen Keller i fjernsynsudgaven af The Miracle Worker. Hun har også spillet overfor Jeff Daniels og Patricia Heaton i fjernsynsudgaven fra 2004: The Goodbye Girl.
I 2006 optrådte Eisenberg i børnefilmen How To Eat Fried Worms, New Line Cinemas fortolkning af Thomas Rockwells bog af samme navn. 
I 2007 medvirkede hun i den selvstændige film P.J. overfor John Heard, Vincent Pastore og Robert Picardo.
Eisenberg fik hendes Broadway-debut i Roudabout Theatres opsætning af Claire Booth Luces skuespil Women.

## Filmografi
| År   | Titel                      | Rolle                                  |                                   |
| ---- | -------------------------- | -------------------------------------- | --------------------------------- |
| 1998 | Paulie                     | Marie Alweather                        |                                   |
| 1998 | Nicholas' Gift             | Eleanor                                | Tv-film                           |
| 1999 | Blue Moon                  | Josie Medieros                         | Tv-film                           |
| 1999 | Swing Note                 | ukendt                                 | Tv-film                           |
| 1999 | A Little Inside            | Abby Mills                             |                                   |
| 1999 | The Insider                | Barbara Wigand                         |                                   |
| 1999 | Robotmennesket             | Little Miss Amanda Martin - som 7-årig |                                   |
| 2000 | Paulie                     | Marie Alweather                        |                                   |
| 2000 | Get Real                   | Alexa                                  | Tv-serie, 1 episode: "Waiting"    |
| 2000 | Beautiful                  | Vanessa                                |                                   |
| 2000 | The Miracle Worker         | Helen Keller                           | Tv-film                           |
| 2002 | Stage on Screen: The Women | Mary som lille                         | Tv-film                           |
| 2003 | Presidio Med               | Grace Rothman                          | Tv-serie, 1 episode: "With Grace" |
| 2004 | The Goodbye Girl           | Lucy McFadden                          | Tv-film                           |
| 2006 | Jesus, Mary and Joey       | Melissa                                |                                   |
| 2006 | How to Eat Fried Worms     | Erika                                  |                                   |
| 2008 | P.J.                       | Pauline                                |                                   |
| 2008 | Wild Child                 | Ruthie                                 |                                   |

## Priser og nomineringer
Young Artist Awards
- 2007: Vandt "Best Young Ensemble in a Feature Film" for How to Eat Fried Worms
- 2004: Nomineret til "Best Performance in a TV Series – Guest Starring Young Actress" for Presidio Med
- 2001: Nomineret til "Best Performance in a Feature Film – Young Actress Age Ten or Under" for Beautiful.
- 2001: Nomineret til "Best Performance in a TV Movie (Comedy or Drama) – Young Actress Age Ten or Under" for The Miracle Worker.
- 2000: Vandt "Outstanding Young Performer, Television Commercial Award" for "Pepsi"
- 1999: Nomineret til "Best Performance in a Feature Film – Young Actress Age Ten or Under" for Paulie.'

YoungStar Awards
- 1999: Nomineret til "Best Young Actress/Performance in a Motion Picture Comedy" for Robotmennesket
- 1998: Nomineret til "Best Performance by a Young Actress in a Comedy Film" for Paulie.